# Коло (фільм, 1925)
Коло (англ. The Circle) — американська драма режисера Френка Борзегі 1925 року.

## Сюжет
У 1890-ті роки, молода леді Кетрін кидає свого чоловіка на користь свого коханого. 30 років по тому, молода Елізабет стикається з таким самим вибором між чоловіком і коханцем.

## У ролях
- Елеанор Бордман — Елізабет Чейні
- Малкольм МакГрегор — Едвард «Тедді» Лутон
- Алек Б. Френсіс — лорд Клайв Чейні
- Юджині Бессерер — леді Кетрін «Кітті» Чейні
- Джордж Фосетт — лорд Хью «Хьюгі» Портеус
- Крейтон Хейл — Арнольд Чейні
- Отто Гоффман — Доркер
- Бадді Сміт — молодий Арнольд
- Джоан Кроуфорд — молода леді Кетрін
- Френк Брейдвуд — молодий Хью Портеус
- Дерек Глінн — молодий Клайв Чейні